# Prinsesse Maries Bisættelse
Prinsesse Maries Bisættelse er en dokumentarisk optagelse fra 1909 produceret af Nordisk Films Kompagni med optagelser af menneskemængder samlet i anledning af Prinsesse Maries bisættelse.

## Handling
Prinsesse Marie døde den 4. december 1909. Optagelserne viser begravelsesoptog fra Amalienborg Slot,  menneskemængden på slotspladsen, samt deltagere i begravelsen der går ind i biler foran en bygning (i Amaliegade?).